# Summer World University Games 2021/Badminton
Bei den World University Games 2021 wurden vom 30. Juli bis zum 7. August 2023 in Chengdu insgesamt sechs Wettbewerbe im Badminton ausgetragen. Diese umfassten jeweils ein Einzel für Frauen und Männer sowie Doppelkonkurrenzen für Frauen, Männer und ein Mixed. Zudem wurde ein Mannschaftswettbewerbe im gemischten Team ausgetragen. Die Wettbewerbe fanden im Shuangliu Sports Centre Gymnasium statt.

## Bilanz

### Medaillenspiegel
| Platz  | Land              | 00 | 00 | 00 | Gesamt |
| ------ | ----------------- | -- | -- | -- | ------ |
| 1      | China             | 4  | 3  | 1  | 8      |
| 2      | Chinesisch Taipeh | 2  | 1  | 2  | 5      |
| 3      | Thailand          | –  | 1  | 2  | 3      |
| 4      | Südkorea          | –  | 1  | 1  | 2      |
| 5      | Japan             | –  | –  | 3  | 3      |
| 6      | Malaysia          | –  | –  | 2  | 2      |
| 6      | Hongkong          | –  | –  | 1  | 1      |
| Gesamt | Gesamt            | 6  | 6  | 12 | 24     |

### Medaillengewinner
| Disziplin    | Gold | Silber | Bronze |
| ------------ | --- | --- | --- |
| Herreneinzel | Wang Zhengxing | Panitchaphon Teeraratsakul | Ko Shing Hei |
| Herreneinzel | Wang Zhengxing | Panitchaphon Teeraratsakul | Toma Noda |
| Dameneinzel  | Han Yue | Kim Ga-ram | Zhang Yiman |
| Dameneinzel  | Han Yue | Kim Ga-ram | Hsu Wen-chi |
| Herrendoppel | Ren Xiangyu Tan Qiang | He Jiting Zhou Haodong | Liew Xun Wong Tien Ci |
| Herrendoppel | Ren Xiangyu Tan Qiang | He Jiting Zhou Haodong | Lee Fang-chih Po Li-wei |
| Damendoppel  | Li Wenmei Liu Xuanxuan | Du Yue Xia Yuting | Chasinee Korepap Jhenicha Sudjaipraparat |
| Damendoppel  | Li Wenmei Liu Xuanxuan | Du Yue Xia Yuting | Moe Aoki Machi Nagasako |
| Mixed        | Ye Hong-wei Lee Chia-hsin | Lee Fang-chih Teng Chun-hsun | Jin Yong Ji Young-bin |
| Mixed        | Ye Hong-wei Lee Chia-hsin | Lee Fang-chih Teng Chun-hsun | Yuto Takiguchi Rio Uemura |
| Mannschaft   | Chinesisch Taipeh Chang Ching-hui Hsu Wen-chi Lee Chia-hao Lee Chia-hsin Lee Fang-chih Liao Jhuo-fu Lin Chun-yi Po Li-wei Sung Shuo-yun Teng Chun-hsun Tung Ciou-tong Ye Hong-wei | China Dong Tianyao Du Yue Han Yue He Jiting Li Wenmei Liu Xuanxuan Ren Xiangyu Tan Qiang Wang Zhengxing Xia Yuting Zhang Yiman Zhou Haodong | Malaysia Mohamad Faris Abdul Khalid Cheong Anson Gan Jing Err Liew Xun Ng Qi Xuan Faiz Rozain Kisona Selvaduray Desiree Siow Hao Shan Tan Kok Xian Teoh Le Xuan Wong Tien Ci Yap Rui Chen                                                                           |
| Mannschaft   | Chinesisch Taipeh Chang Ching-hui Hsu Wen-chi Lee Chia-hao Lee Chia-hsin Lee Fang-chih Liao Jhuo-fu Lin Chun-yi Po Li-wei Sung Shuo-yun Teng Chun-hsun Tung Ciou-tong Ye Hong-wei | China Dong Tianyao Du Yue Han Yue He Jiting Li Wenmei Liu Xuanxuan Ren Xiangyu Tan Qiang Wang Zhengxing Xia Yuting Zhang Yiman Zhou Haodong | Thailand Lalinrat Chaiwan Pornpicha Choeikeewong Saran Jamsri Chasinee Korepap Ratchapol Makkasasithorn Ruttanapak Oupthong Pichamon Phatcharaphisuts Jhenicha Sudjaipraparat Nannapas Sukklad Peeratchai Sukphun Pakkapon Teeraratsakul Panitchaphon Teeraratsakul |

## Teilnehmende Länder und Athleten
- Aserbaidschan 2
- Brasilien 4
- China 12
- Deutschland 6
- Estland 4
- Frankreich 7
- Hongkong 12
- Indonesien 10
- Indien 12
- Iran 8
- Japan 12
- Kenia 1
- Macau 7
- Malaysia 12
- Nepal 1
- Niederlande 2
- Nigeria 4
- Philippinen 9
- Polen 6
- Sambia 2
- Schweiz 8
- Singapur 12
- Slowenien 1
- Slowakei 1
- Sri Lanka 2
- Südafrika 2
- Südkorea 12
- Chinesisch Taipeh 12
- Thailand 12
- Türkei 4
- Uganda 7
- Ukraine 4
- Vereinigte Staaten 12